# Сара Тоскано
Сара Тоскано (на италиански: Sarah Toscano; * 9 януари 2006 във Виджевано, Италия) е италианска певица и авторка на песни. През 2024 г. тя печели двадесет и третото издание на шоуто за таланти Amici di Maria De Filippi.

## Биография
Родена през 2006 г. във Виджевано, в провинция Павия, Сара Тоскано е най-малкото от трите деца на Петра Поломски, учителка по немски от Щутгарт, и Марко Тоскано, предприемач в кожената индустрия. Има сестра Джулия и брат Лоренцо.
На петгодишна възраст започва да учи пиано. По време на детството си Тоскано е музикално повлияна от международни изпълнители на поп музика като Дуа Липа, Ариана Гранде, Оливия Родриго и Бритни Спиърс, както и италиански артисти, включително Аналиса, Киара Галиацо, Мина, Лусио Дала и Ултимо.
Също тенисистка, Тоскано се състезава в женските серии C и печели регионалното първенство по тенис през 2020 г. със спортния клуб Selva Alta. Посещава гимназията Vittorio Bachelet в Абиатеграсо, Милано, но прекъсва обучението си в последната си година, за да участва в телевизионното шоу Amici di Maria De Filippi.

## Кариера

### 2022: Дебют в звукозаписа
През 2022 г. баща ѝ я запознава с музикалния мениджър Андреа Дулио, който я урежда да запише първата си песен в студио с продуцента Пиетро Форести.
На 21 октомври излезе дебютният миниалбум на певицата, Rifleso. Разпространява се от Universal и включва шест песни, включително първия ѝ сингъл, 9 giugno.

### 2023 – 2024:Amici di Maria De Filippi
През септември 2023 г. Тоскано се явява на прослушване за 23-тото издание на Amici di Maria De Filippi, музикално шоу за таланти, излъчвано по Canale 5, като успешно навлиза в предварителната фаза. През март 2024 г. тя преминава към нощната фаза[ неясно? ], присъединявайки се към отбор, воден от треньорите Лорела Кукарини и Емануел Ло. Следващия май тя напредва до финалите и завършва като победител.
По време на шоуто тя пуска няколко песни, включително сингъла Sexy magica, който достига номер 83 в класацията за сингли на FIMI. Всички песни по-късно са включени в едноименния ѝ EP, издаден на 17 май 2024 г. от Warner, дебютира под номер 12 в класацията за албуми на FIMI.
От 15 юни до 28 август 2024 г. Сара тръгва на първото си лятно турне Sarah Live Summer 2024. Това лято тя участва и на големи музикални събития, включително RDS Summer Festival, Battiti Live и 105 Summer Festival. На 26 юли издава сингъла Roulette. През август Apple Music я обявява за изпълнител на Up Next Italia, инициатива, популяризираща изгряващи таланти.[поясни]

### От 2024 г.: Други проекти и музикален фестивал в Санремо
На 29 септември 2024 г. по време на първия епизод от 24-тото издание на Amici di Maria De Filippi тя представя новия си сингъл Tacchi (fra le dita).
С песента Amarcord на музикалния фестивал в Санремо през 2025 г. тя се класира на 17-о място.

## Дискография

### EP
- 2022 – Riflesso
- 2024 – Sarah

### Сингли
- 2022 – 9 giugno
- 2023 – Touché
- 2023 – Viole e violini
- 2024 – Mappamondo
- 2024 – Sexy magica
- 2024 – L'ultima volta
- 2024 – Roulette
- 2024 – Tacchi (fra le dita)
- 2024 – Safety Net (Bea and her Business feat. Sarah Toscano)
- 2025 – Аmarcord
- 2025 – Perfect (Carl Brave feat. Sarah Toscano)

## Награди и номинации
- Amici di Maria De Filippi
  - 2024 – първо място в категория „Пеене“[37]
- Apple Music
  - 2024 – изпълнител в Up Next Italia[30]
- Район Санремо
  - 2022 – плакет на Виторио Де Скалци[38]